# Stazione di Golfo Aranci Marittima
La stazione di Golfo Aranci Marittima, già stazione di Golfo Aranci Marina, è uno scalo ferroviario marittimo al servizio del comune di Golfo Aranci, nonché stazione terminale della linea ferroviaria per Cagliari.

## Storia

Lo scalo a inizio Novecento

La storia degli impianti ferroviari nel porto di Golfo Aranci ha inizio sul finire dell'Ottocento, con la scelta di trasferire dalla vicina Terranova Pausania (rinominata in seguito Olbia) al molo golfarancino l'attracco dei piroscafi per il servizio passeggeri e per quello postale. La decisione, fonte di polemiche di stampo campanilistico tra Terranova e quella che all'epoca era una sua frazione, significò per la neonata rete ferroviaria della Compagnia Reale delle Ferrovie Sarde il dover spostare il capolinea della Dorsale Sarda dal porto olbiese a quello golfarancino. Fu quindi prolungata la ferrovia dalla stazione di Terranova Pausania sino a Golfo Aranci, per complessivi 23 km di nuova strada ferrata.
L'inaugurazione della Terranova-Golfo Aranci, datata 1º luglio 1883, coincise con l'apertura dello scalo ferroviario denominato all'epoca Golfo Aranci Marina: qui i treni trovavano il loro capolinea di fronte all'attracco delle navi, nei pressi dei vecchi uffici della Regia Marina.
Lo scalo passò sotto la gestione delle Ferrovie dello Stato nel gennaio 1920, e nello stesso mese venne attuata la decisione di spostare a Terranova Pausania gli approdi che si servivano del porto di Golfo Aranci, fatto che fece crollare l'attività nell'area e nella stazione di Golfo Aranci Marina, e che portò allo spostamento del capolinea della tratta passeggeri nella vicina stazione di Golfo Aranci.
In quello stesso periodo le FS, dovendo sostituire gran parte del materiale rotabile ereditato dalle Ferrovie Reali per l'usura, dovettero inviare via mare nell'isola circa un migliaio tra locomotive, carrozze e carri merci, sfruttando una delle navi dell'ente normalmente impiegate sullo stretto di Messina. Nonostante la necessità di dover usare appositi ponti mobili provvisori per lo sbarco dei rotabili nel porto di Terranova, l'esperimento riuscì, tanto da venire ripetuto in seguito per il trasporto di altro materiale rotabile. Sulla base di queste esperienze, nel 1957 si decise di creare un collegamento marittimo regolare tra la Sardegna e Civitavecchia con navi delle FS. Lo studio di fattibilità scelse Golfo Aranci rispetto a Olbia come approdo designato nell'isola, per la minor distanza (inferiore di 10 miglia) da Civitavecchia e per la maggior possibilità di spazio per la costruzione delle nuove infrastrutture.

La Tyrsus accolta a Golfo Aranci Marittima il 2 ottobre 1961

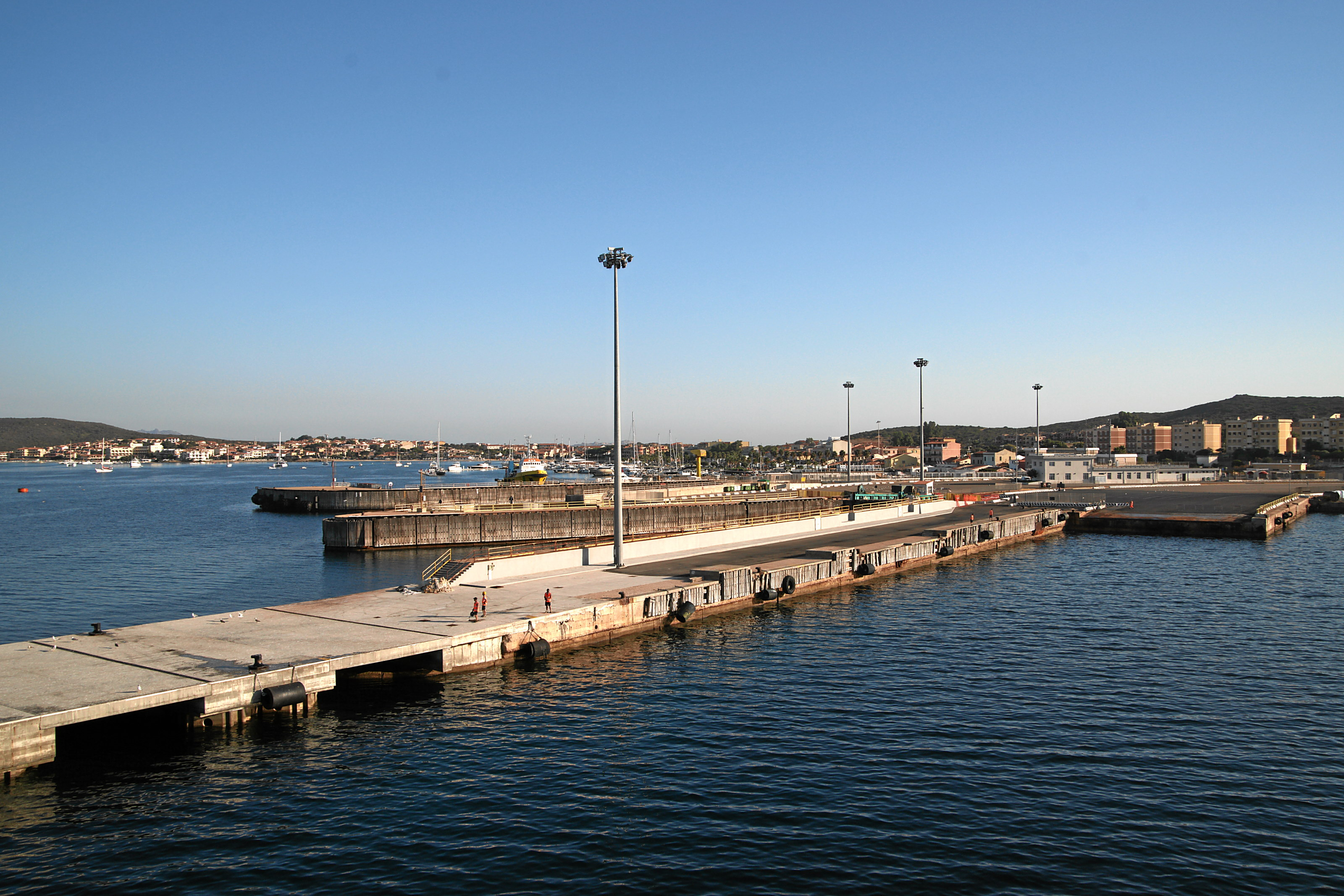
Le invasature dei traghetti nel 2017

Il porto di Golfo Aranci fu quindi interessato da grandi lavori che portarono alla creazione di un'apposita invasatura per le caratteristiche dei traghetti FS e attrezzata per il carico e lo scarico dei carri ferroviari, conseguentemente anche l'infrastruttura ferroviaria dello scalo ora noto come Golfo Aranci Marittima fu debitamente potenziata con l'aumento dei binari nel porto e la creazione di fasci di sosta per i carri merci. Inoltre le navi FS avrebbero trasportato anche passeggeri e veicoli su gomma. Fu così che il 1º ottobre 1961 la nave Tyrsus delle FS effettuò il viaggio inaugurale del servizio da Civitavecchia a Golfo Aranci. I lavori nell'area proseguirono anche nel decennio successivo: nel 1977 fu infatti avviata la realizzazione di una seconda invasatura per i traghetti ferroviari, completata negli anni seguenti.
All'inizio del XXI secolo tuttavia l'attività navale delle Ferrovie nello scalo calò in maniera costante: nel corso degli anni il numero di corse dei traghetti ferroviari è progressivamente diminuito, e con esse anche la flotta navale utilizzata si è ridotta a un'unica unità (la Garibaldi, poi venduta per demolizione nel 2009). Progressivamente il collegamento ferroviario dello scalo con la stazione di Olbia e quella centrale di Golfo Aranci è stato sostituito da autolinee per il servizio passeggeri, lasciando i binari tra quest'ultimo scalo e Golfo Aranci Marittima in uso per il solo traffico merci. Nel 2001 inoltre i traghetti FS hanno cessato il trasporto di persone e automezzi. Gli stessi impianti ferroviari nel porto sono stati soggetti a una parziale dismissione, che ha portato sotto la gestione RFI (che ha rilevato l'impianto dalla controllante FS nel 2001) allo smantellamento di una delle due invasature, delle infrastrutture ferroviarie connesse nonché dei binari di una delle aree di sosta dei rotabili dell'impianto.
Nel gennaio 2008 il gruppo FS ha annunciato la cessazione del servizio marittimo merci tra Golfo Aranci e Civitavecchia per il 1º aprile dello stesso anno, poi rinviata a causa delle contestazioni da parte delle autorità locali per le ricadute occupazionali e sul trasporto merci che la decisione avrebbe comportato. Dal 24 luglio 2009, Trenitalia non ha più accettato prenotazioni dalle imprese che hanno sempre usufruito del collegamento, il quale da allora funziona "a chiamata". Da allora lo scalo ferroviario del porto golfarancino è caduto in disuso, venendo utilizzato solo occasionalmente durante gli approdi delle navi RFI provenienti da Messina, che ha sostituito Civitavecchia dopo la dismissione degli impianti nello scalo ferroviario marittimo laziale.

## Strutture e impianti
Lo scalo marittimo di Golfo Aranci costituisce il capolinea della ferrovia Cagliari-Golfo Aranci. Il porto è distante poche centinaia di metri in linea d'aria dal fabbricato viaggiatori della vicina stazione di Golfo Aranci e il collegamento ferroviario tra entrambe è permesso da una serie di scambi situati ad alcune centinaia di metri dalla stazione principale, che devono però essere percorsi in regresso per entrare nella bretella che conduce al porto, fatto che allunga i tempi di percorrenza e impone l'accompagnamento dei treni da parte del personale addetto lungo questo breve tratto di ferrovia.

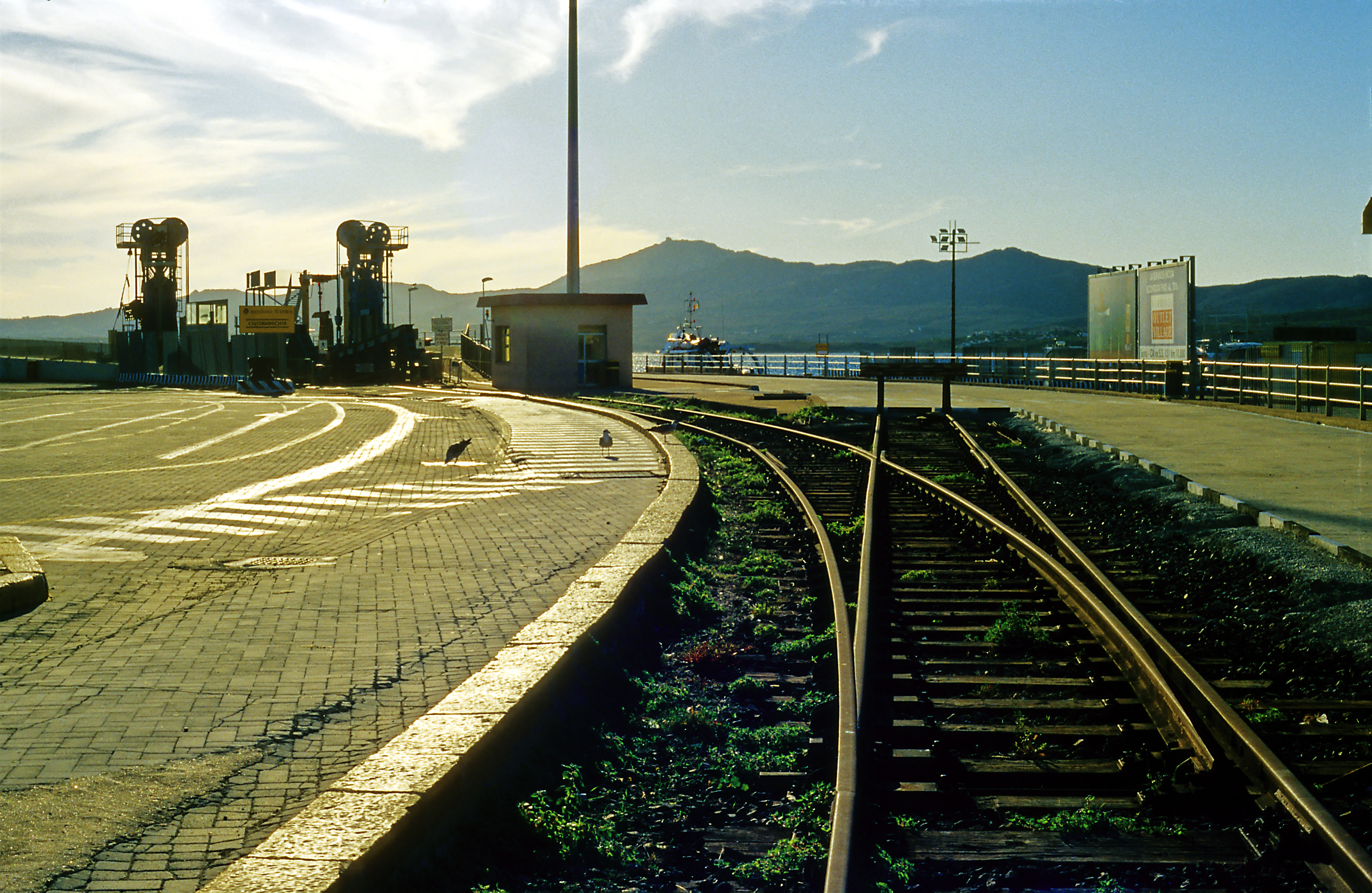
I binari che portavano a quella che era l'originaria invasatura delle FS nello scalo, dismessa negli anni 2000

Dal punto di vista infrastrutturale il porto è attraversato da vari binari, di cui due terminanti dinanzi all'invasatura più a sud delle due realizzate dalle FS, l'unica attrezzata per le operazioni di carico e scarico dei carri sui traghetti ferroviari del gruppo. Di questi binari uno termina sul pontile mobile della banchina, mentre l'altro è un tronchino che si dirama dal primo. Ulteriori tre binari terminano nell'ex invasatura nord delle Ferrovie dello Stato: pur essendo ancora presente l'infrastruttura ferroviaria (composta da tronchini), questa banchina è stata smantellata nella seconda metà degli anni 2000 e privata delle infrastrutture di carico. All'altezza degli scambi per raggiungere la stazione centrale è presente un ampio fascio merci, utilizzato per la sosta dei rotabili in attesa di essere inviati oltre Tirreno o negli altri scali sardi. Era inoltre presente un altro fascio merci, con relativo fabbricato, sito parallelamente a via Libertà e raggiungibile per i rotabili proseguendo dritti all'altezza della curva che immette nel porto; l'area è stata in seguito isolata dalla rete alla fine degli anni 2000.

## Movimento

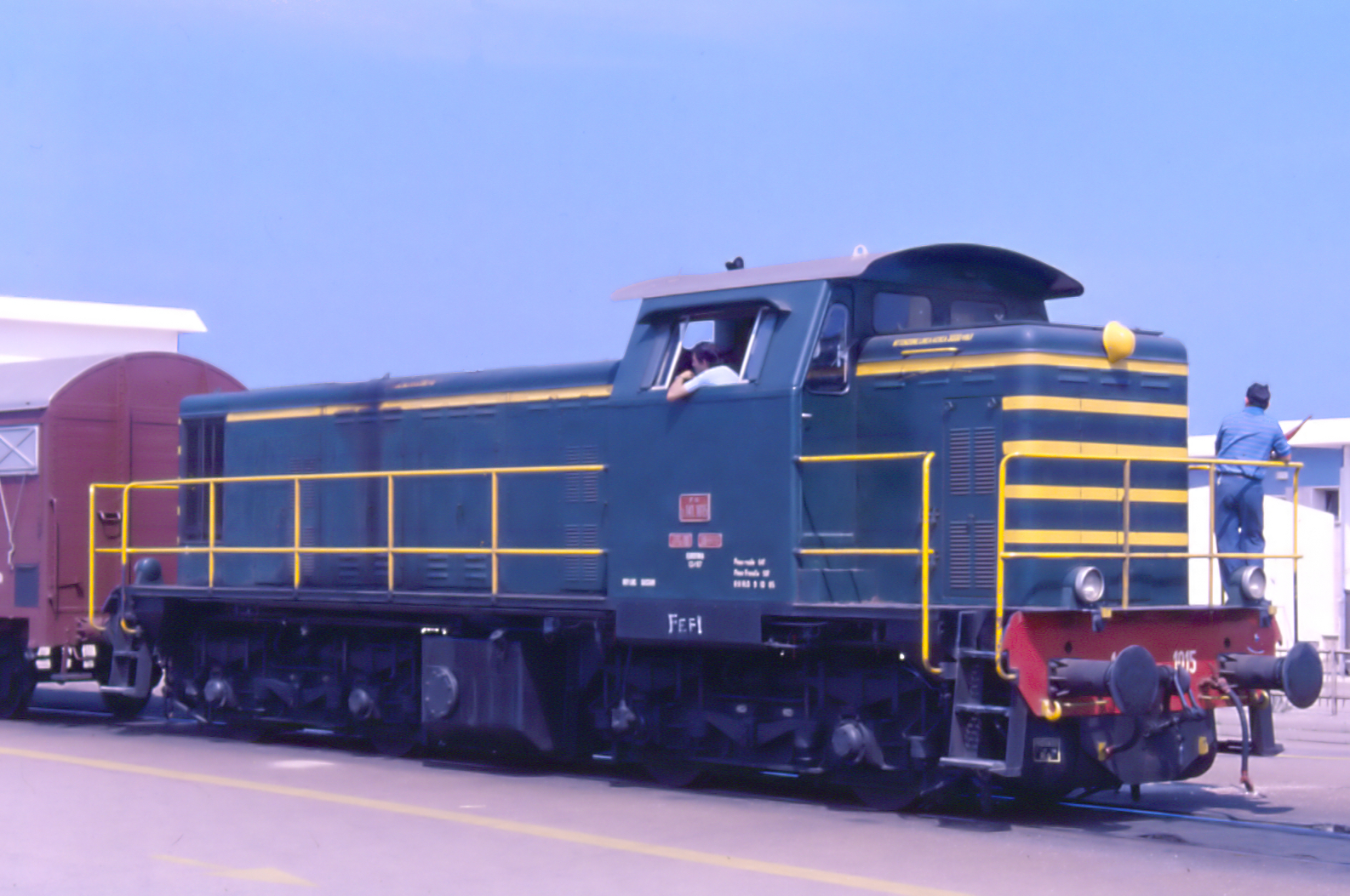
Una D 141.1015 mentre manovra una teoria di carri merci nello scalo nel 1987.

La stazione è disabilitata al servizio viaggiatori, che è stato espletato nell'impianto sino agli anni novanta (e con autocorse sostitutive sino al 2008).
Per il traffico merci l'impianto costituisce l'unico scalo portuale sardo attrezzato per l'invio e la ricezione di rotabili tramite traghetti ferroviari, e sino agli anni duemila era servito da un collegamento navale su base regolare da Civitavecchia a cura delle FS e successivamente delle sue controllate, fatto che inoltre portava ad avere nella stazione il capolinea di varie relazioni merci con le altre stazioni sarde, dalle quali provenivano o in cui erano diretti i carri interessati al traghettamento. Dopo la cessazione del servizio merci in Sardegna e la trasformazione delle rotte ferro-marittime per Golfo Aranci in un servizio "su richiesta", l'impianto è in disuso per gran parte dell'anno, fatti salvi gli occasionali approdi delle navi RFI per il trasporto di merci e rotabili.

## Interscambi
Dal porto è possibile raggiungere l'Italia continentale con i traghetti della Sardinia Ferries; in passato altre compagnie operarono su questa rotta, tra esse le stesse Ferrovie dello Stato offrirono sino al 2001 un servizio di collegamento navale con Civitavecchia per passeggeri e veicoli al seguito.
Nell'area è presente una fermata delle autolinee dell'ARST, che collegano il porto con Olbia nel periodo estivo.
- Fermata autobus